# Urolf
Urolf (* / † unbekannt) war von ca. 804 bis 806 der 7. Bischof von Passau.
Das Domstift konnte unter seiner Herrschaft mehrere Schenkungen erwerben: zu Schärding, Machendorf, Schalchen und Andießen.